# Carl Friedrich Ferdinand Lambrecht
Carl Friedrich Ferdinand Lambrecht (* 6. Oktober 1758 in Bahrdorf; † 28. Januar 1828 in Kaltendorf) war ein preußischer Beamter und Abgeordneter der Reichsstände des Königreichs Westphalen.

## Leben
Carl Friedrich Ferdinand Lambrecht wurde als Sohn des  Justus Heinrich Lambrecht (1724–1780, Drost zu Sommerschenburg) und dessen Gemahlin Antoinette Caroline Breymann († 1787) geboren.
Nach seiner Schulausbildung ging Carl Friedrich in die Kommunalverwaltung und kam in die gehobene Beamtenlaufbahn. Er war Königlich Preußischer Oberamtmann zu Sommerschenburg. Vom 2. Juni 1808 bis zum 26. Oktober 1813 war er für das Elbedepartement als Grundbesitzer Mitglied der Reichsstände des Königreichs Westphalen.

## Ehrungen
8. März 1795 Reichsadelsstand zu Wien